# Mehmet Ali Ağca
Mehmet Ali Ağca, conocido como Alí Agca (Hekimhan, 9 de enero de 1958), es un ciudadano turco que es conocido por el intento de asesinato contra el papa Juan Pablo II en la plaza de San Pedro del Vaticano el 13 de mayo de 1981.

## Biografía
Ağca nació en el barrio de Hekimhan, en la provincia de Malatya, en Turquía. En su juventud, se convirtió en un ladrón y un miembro de las pandillas callejeras en su barrio natal. Después de pasar parte de su infancia y juventud en Malatya llegó a Estambul con su familia. Tras terminar la educación secundaria ingresó en la Universidad de Estambul,  concretamente en la Facultad de Ciencias Económicas. Durante sus años universitarios, se reunió con varios grupos ideológicos.
Más tarde se convirtió en un traficante de armas entre Turquía y Bulgaria, pues eran países de la OTAN y el Pacto de Varsovia (respectivamente) que compartían frontera común. Ağca llegó a afirmar que recibió durante dos meses entrenamientos en armamento y tácticas terroristas en Siria, como miembro del izquierdista Frente Popular para la Liberación de Palestina (FPLP). El entrenamiento estaba pagado por el gobierno de la República Popular de Bulgaria, aunque esto nunca ha sido demostrado.[cita requerida]

### Entrada en el grupo de los Lobos Grises
Ağca se unió al grupo paramilitar de extrema derecha Lobos Grises, que estaban en el momento desestabilizando a Turquía y que condujeron a un golpe de Estado en 1980.[cita requerida]
El 1 de febrero de 1979, bajo las órdenes de los Lobos Grises, Mehmet Ali Ağca asesinó en Estambul a Abdi İpekçi, editor de un importante periódico turco de tendencia izquierdista llamado Milliyet. Fue capturado por un informante y fue condenado a cadena perpetua. Después de cumplir 6 meses en prisión, se fugó con la ayuda de Abdullah Çatlı, segundo al mando de los Lobos Grises, y juntos huyeron a Bulgaria, que fue base de operaciones del crimen organizado turco.[cita requerida]

### Intento de asesinato de Juan Pablo II

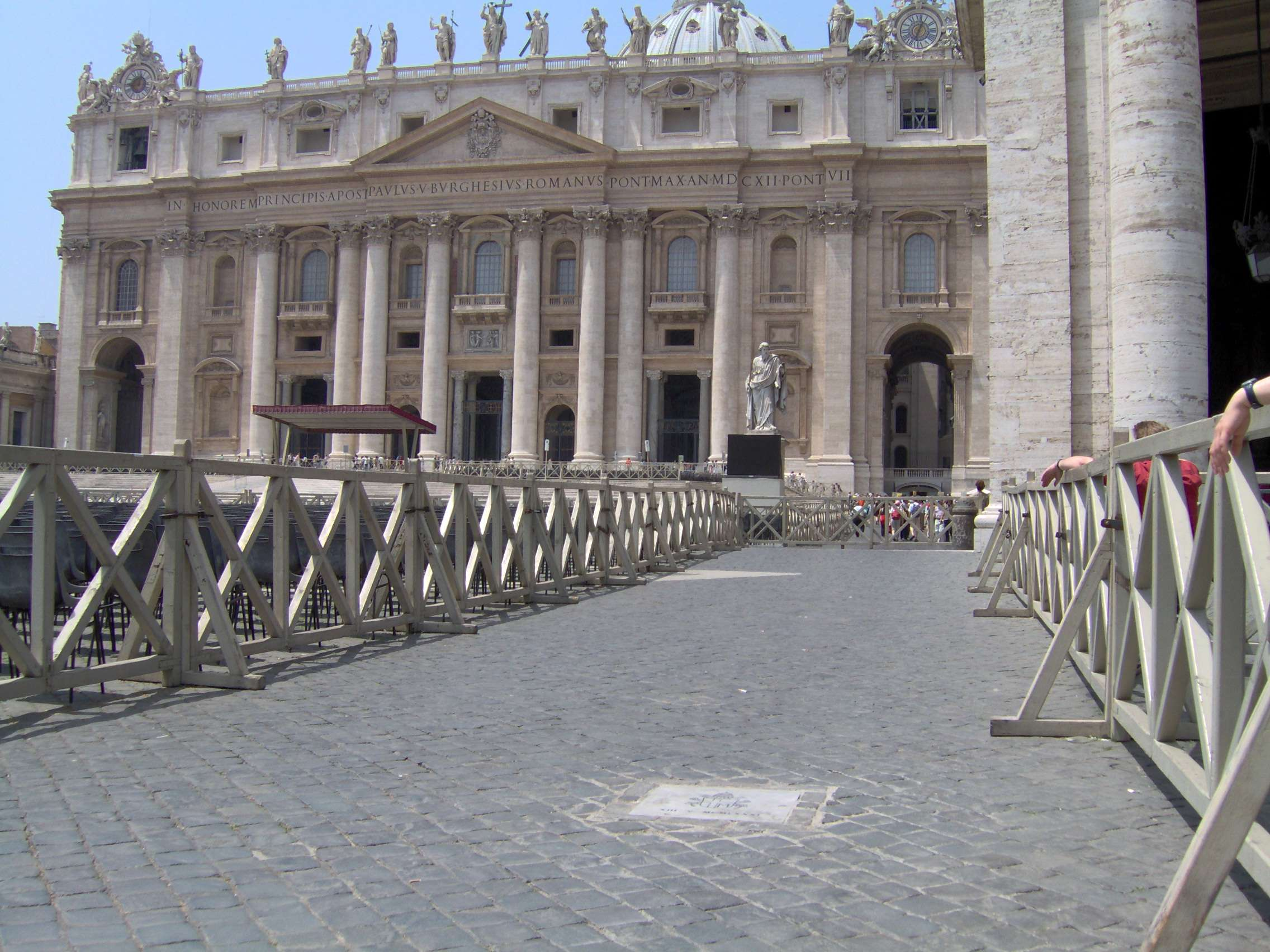
Lugar del intento de asesinato perpetrado por Mehmet Ali Ağca contra Juan Pablo II.

Según el abogado argentino Carlos Manfroni, Ali Ağca fue reclutado por Sedam Siri Kadem, un excompañero de colegio y después su amante, quien trabajaba para el KGB. Kadem, quien al comienzo dijo a su amigo que formaba parte de la mafia turca, viajó con él a Siria, donde Agca fue entrenado por la inteligencia soviética para asesinar a Juan Pablo II. Hasta tiempo después de su llegada a Siria, el terrorista turco no supo que serviría a los objetivos del KGB. En 2013 aclaró en su autobiografía que había intentado asesinar al papa por orden del ayatolá y líder supremo de Irán, Ruhollah Jomeini.
Ağca disparó contra el papa el 13 de mayo de 1981, mientras este se desplazaba por la plaza de San Pedro en un vehículo abierto. El pontífice fue herido en la mano, el brazo y el abdomen. 2 años más tarde, en diciembre de 1983, el papa lo visitó a la cárcel de Rebibbia, conversó con él y le otorgó el perdón.
El 13 de junio de 2000 el presidente italiano Carlo Azeglio Ciampi le indultó en Italia, pero fue extraditado a Turquía, donde debía cumplir condena por los delitos cometidos cuando militaba en los Lobos Grises: el robo de un taxi y el asesinato del director del periódico turco antes mencionado. 
A finales 2006, Ağca envió un mensaje escrito a mano desde la prisión de Ankara al papa Benedicto XVI en el que le decía: «No venga a Turquía. Su vida corre peligro. Le matarán. Como hombre que conoce estas cosas, le digo que su vida está en peligro, no venga a Turquía», en referencia al viaje del papa, programado para finales de noviembre de ese año. Sin embargo, el papa realizó su visita oficial a este país euroasiático sin ningún altercado.
Ağca debería haber permanecido en prisión al menos hasta el 18 de enero de 2014, pero podría seguir hasta el 18 de enero de 2017 por crímenes pendientes de pena en su natal Turquía.
Sin embargo, el 18 de enero de 2010 fue puesto en libertad, después de años encarcelado en la prisión de alta seguridad de la localidad de Sincan, en las afueras de Ankara. Después de su liberación, Ağca fue llevado a un hospital militar para ser sometido a chequeos y revisar si era apto para el servicio militar obligatorio. Uno de sus abogados, Yilmaz Abosoğlu, dijo a Reuters que Ağca fue encontrado mentalmente inestable y que sería eximido. La prensa superaba en número a los alrededor de 25 seguidores de Ağca reunidos fuera de la prisión durante su liberación. Una banda de gaitas y batería tocó mientras Ağca dejaba la cárcel.
Tras salir de la cárcel, en una carta que difundió su abogado, Ağca proclamaba: «Yo soy el eterno Mesías, declaro el mensaje divino de Dios en el nombre de Alá, Dios es uno, eterno y único. Dios es total. La Trinidad no existe. El Espíritu Santo no es sino un ángel creado por Dios. Declaro que el fin del mundo está por llegar. Todo el mundo desaparecerá al final de este siglo. Todos los seres humanos morirán antes de que termine el siglo, la Biblia está llena de errores, yo escribiré una Biblia perfecta».

## En la actualidad
Después de ver rechazadas sus demandas para residir en la Ciudad del Vaticano y en Portugal, el abogado de Ağca presentó en su nombre la solicitud de la nacionalidad polaca, subrayando el deseo de Agca de vivir en Polonia, aunque el Gobierno polaco le aseguró que tenía muy pocas posibilidades de obtener la nacionalidad polaca. Mehmet Ali Ağca dijo que deseaba visitar la tumba del papa Juan Pablo II en Roma y conocer a sus sucesores, el papa Benedicto XVI y el papa Francisco. 
En 2009 varios periódicos españoles aseguraron que Mehmet Ali Ağca había renegado del islam y se había convertido al catolicismo, ya que eso fue lo que afirmó el convicto Ağca en una carta escrita desde la prisión turca en la que cumplía condena en ese momento. Hubo quien, como su exabogado, no creyeron en esta conversión. Muchos dudaron de la seriedad de sus conversaciones desde que fue declarado incapacitado para cumplir el servicio militar, por ser considerado mentalmente inestable.
En una ocasión declaró:
«Te veré en tres días. En el nombre de Dios todopoderoso, yo proclamo el fin del mundo en este siglo. Todo será destruido, cada ser humano morirá. No soy Dios, no soy el Hijo de Dios. Soy Cristo eterno».
En una declaración publicada en agosto de 2010 al diario italiano Gente, Ağca dijo que respondería a las preguntas sobre el ataque a Juan Pablo II en el futuro, incluyendo si los gobiernos de la URSS y Bulgaria estaban involucrados. Sin embargo, el 9 de noviembre de 2010, en una entrevista concedida para la televisión pública turca TRT, Ağca acusó al entonces secretario de Estado de la Santa Sede, Agostino Casaroli, de planear atentar contra el pontífice.
Con motivo de la beatificación del papa Juan Pablo II el 1 de mayo de 2011, Ağca aseguró a los medios de nuevo que deseaba rezar ante la tumba del pontífice en la Ciudad del Vaticano, y visitar la ciudad de Fátima en Portugal. Por el momento, Italia y Portugal dejaron sin respuesta los pedidos de visa que Ali Ağca hizo en sus respectivas embajadas en Ankara. Sin embargo, la Santa Sede indicó en una carta que esa visita era posible, pero las autoridades italianas permanecieron en silencio ante el pedido de visa de Mehmet Ali Ağca, agregó su abogado.
Tras varios intentos, Ali Ağca consiguió publicar sus memorias en italiano en 2013, con el título Mi avevano promesso il paraiso. La mia vita e la verità sull'attentato al Papa ('Me prometieron el paraíso. Mi vida y la verdad sobre el atentado al papa'). En esta ocasión, acusó al ayatolá Khomeini de haberle ordenado asesinar al Papa.
En noviembre de 2014, Ağca solicitó al Vaticano un encuentro con el papa Francisco durante la visita de este último a Turquía del 28 al 30 de noviembre de ese año, pero dicho encuentro fue rechazado por las autoridades vaticanas. En esa ocasión, Ağca declaró; «Solicité al Vaticano un encuentro con el papa Francisco, pero aún no recibí ninguna respuesta. Ya tuve un encuentro con un papa, es totalmente normal que lo haga con él (Francisco) también». Posteriormente, el 27 de diciembre de ese mismo año, Ali Ağca visitó la tumba de Juan Pablo II en la basílica de San Pedro de la Ciudad del Vaticano y depositó un ramo de rosas blancas. «Vine hoy porque el 27 de diciembre es el día de mi encuentro con el papa», declaró Ağca, aludiendo a la visita que le hizo Juan Pablo II en su celda en Italia, hacía 31 años, tan solo dos años después del intento de asesinato.